# Charles Vandenhove

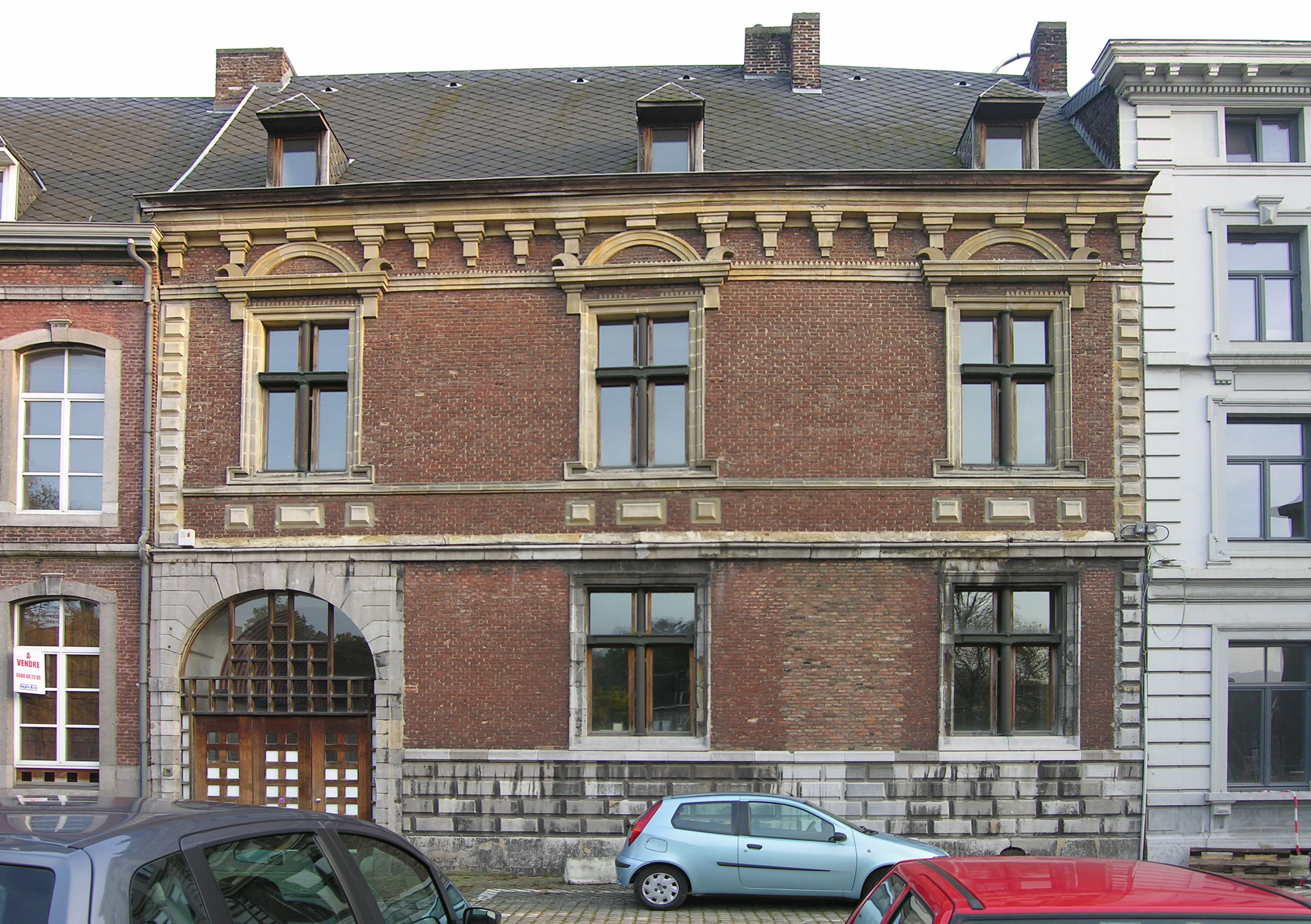
Renovación de la casa Torrentius en Lieja

Charles Vandenhove (Teuven, Voeren, 3 de julio de 1927-Lieja, 22 de enero de 2019) fue un arquitecto belga.

## Biografía

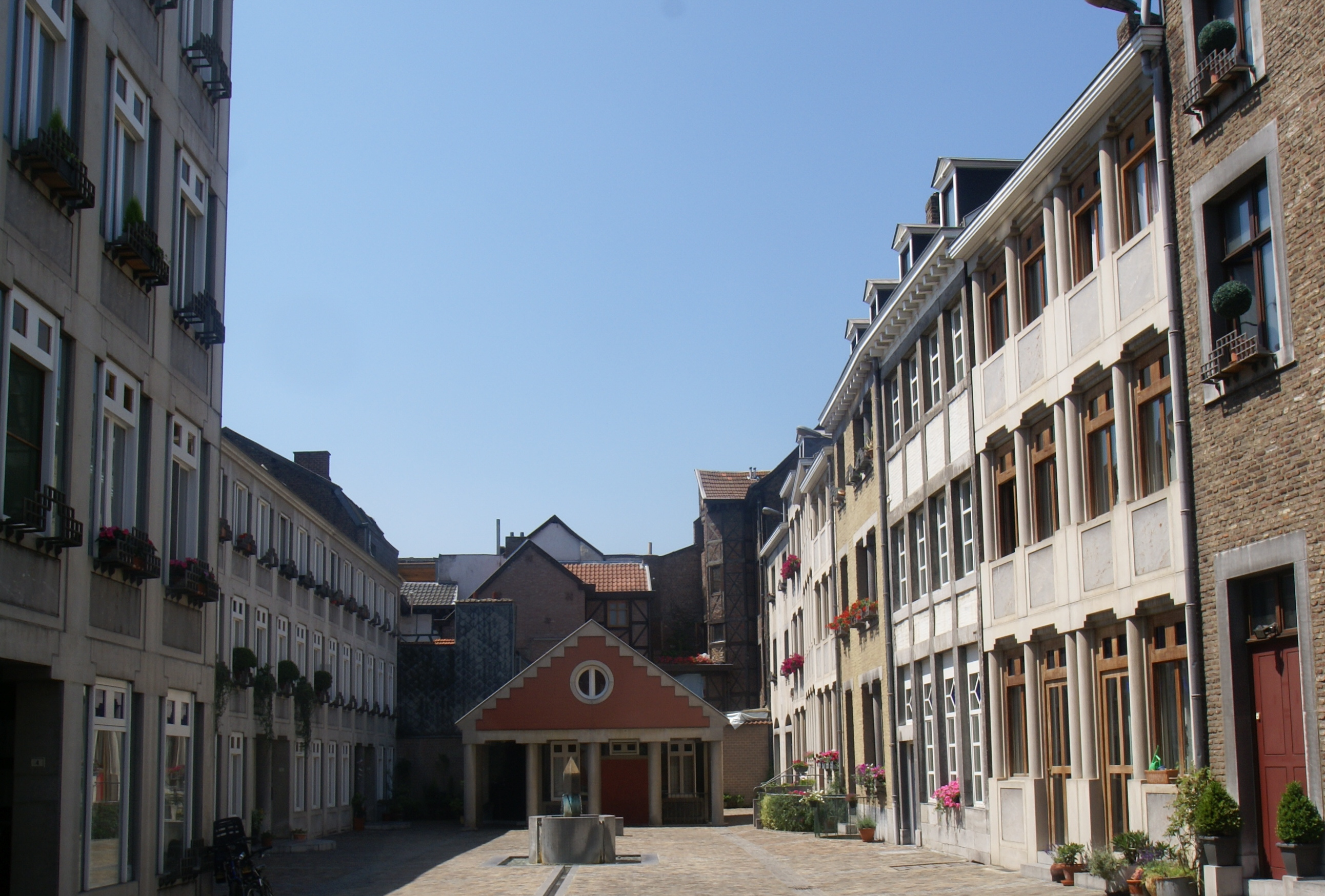
Cour Saint-Antoine (1979) en Lieja

Hijo de un Comerciante, terminó sus estudios en el Instituto Superior «Saint-Luc» en Lieja en 1945 y terminó su especialización en la escuela superior de arquitectura "La Cambre" en Bruselas en el 1951. 
Una de sus primeras realizaciones fue la Cour Saint-Antoine en Lieja en 1979 junto con el ingeniero René Greisch. Después del funcionalismo y las destrucciones de los años sesenta mostró que había una posibilidad de combinar el respeto para las 'piedras viejas' con aportaciones modernas en una combinación a medida del hombre. Esta realización puede considerarse como un momento "revolucionario" de la concepción de la renovación de la ciudad de Lieja, hasta entonces dominada por la obsesión por sacrificar toda la ciudad a las necesidades del coche y de fluidez del tráfico, salvo los monumentos mayores, un movimiento llevado por el historiador del arte y concejal Jean Lejeune. En la Cour Saint-Antoine desarrolló sus ideas con el uso de cristales cuadrangulares de colores, las columnas con capitel formados por dos círculos y las cruces de bronce que reemplazan las cruces de piedra de las ventanas, desaparecidas en el siglo XVI como consecuencia de la tasa de la luz. 
El 2007 dio su colección de obras de arte al museo de arte Bonnefantenmuseum en Maastricht. 

## Obras destacadas
- En Bélgica

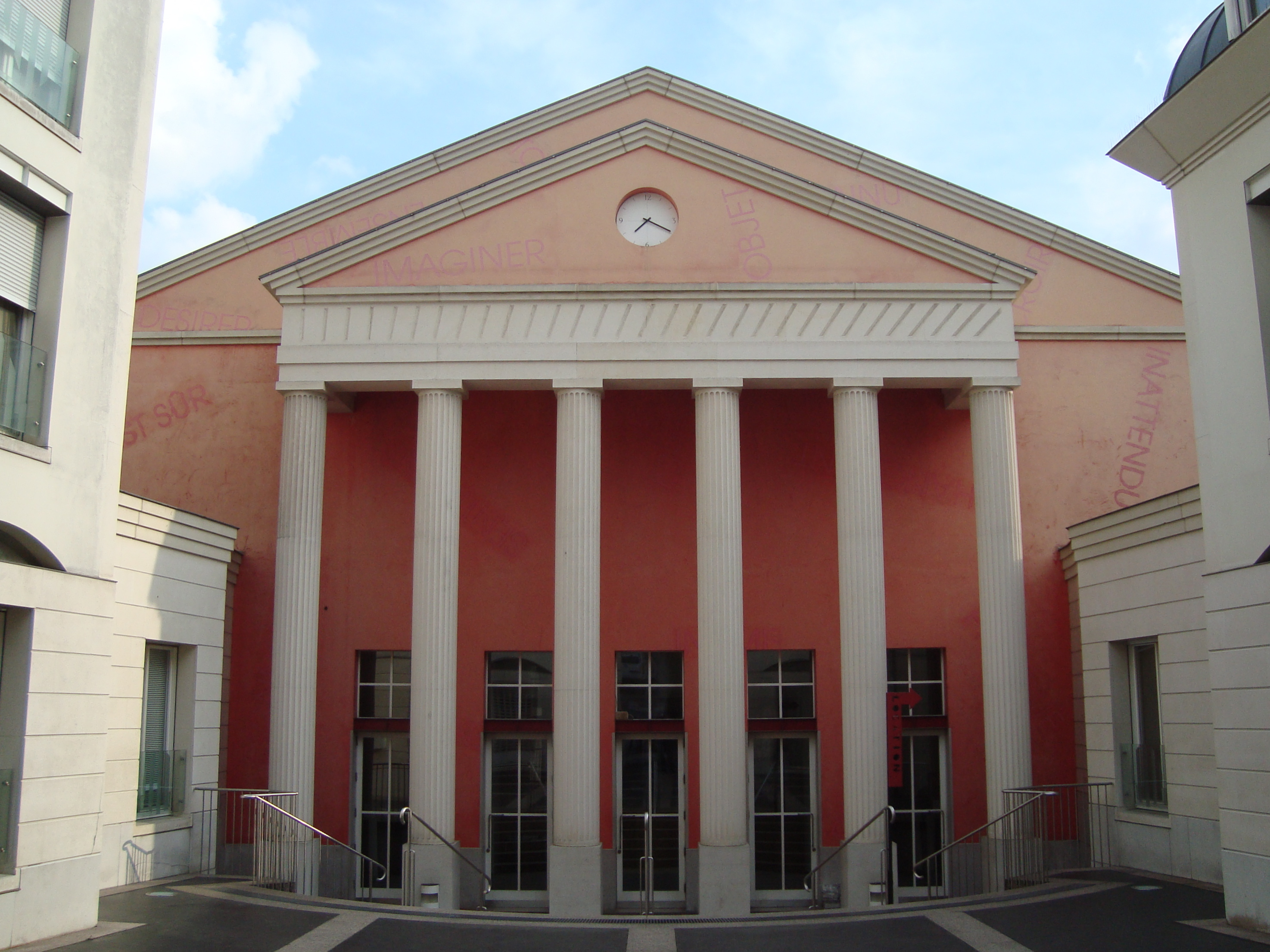
Théâtre des Abbesses en París

  - Modernización y ensanche del teatro real «La Monnaie» - «De Munt» en Bruselas
  - El hospital universitario de la Universidad de Lieja en Sart-Tilman
  -  «La Cour Saint-Antoine»en Lieja
  - « Le Balloir », orfanato y casas protegidas en Lieja
  - Renovación de la casa Torrentius en Lieja, una casa noble del siglo XVI diseñada por el arquitecto y escultor liejense Lambert Lombard)
- En los Países Bajos
  - El Statenplein en Dordrecht
  - El palacio de justicia en Bolduque
  - «Charles Voscour» en Maastricht
  - «Kanunnikencour» en Maastricht
  - «Maison Céramique» en Maastricht
  - «De Kölleminder» en Venlo
- En Francia
  - El "Théâtre des Abbesses» en París.

## Imágenes

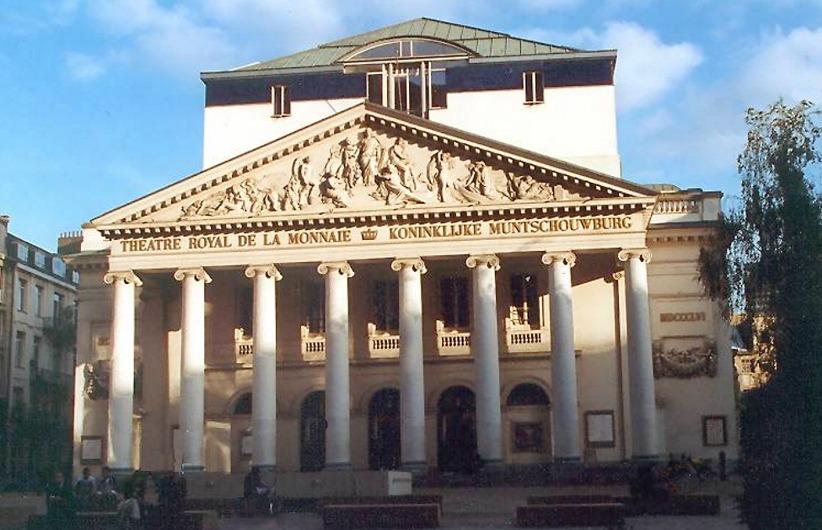
Bruselas, La Monnaie
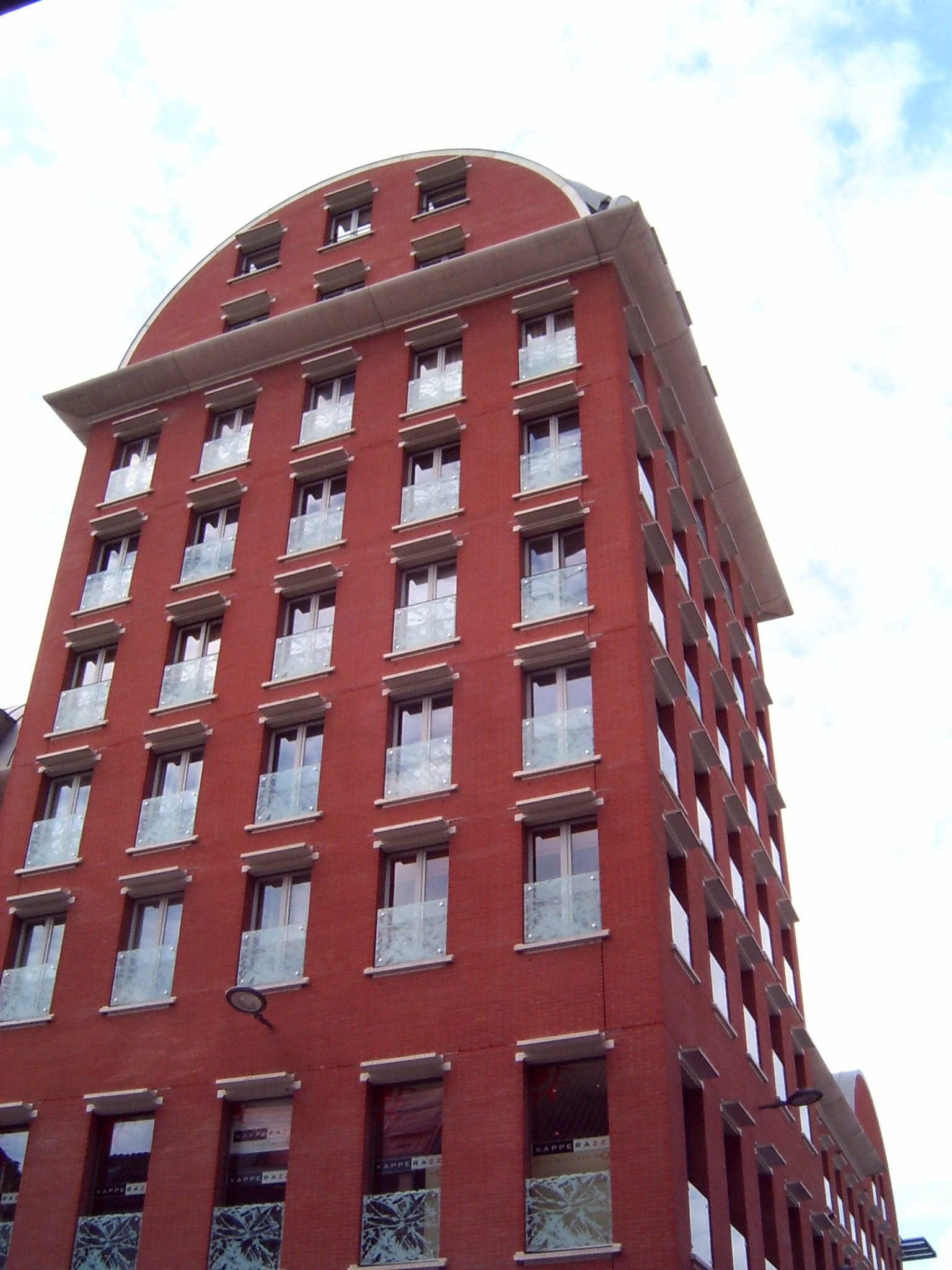
Dordrecht, Statenplein
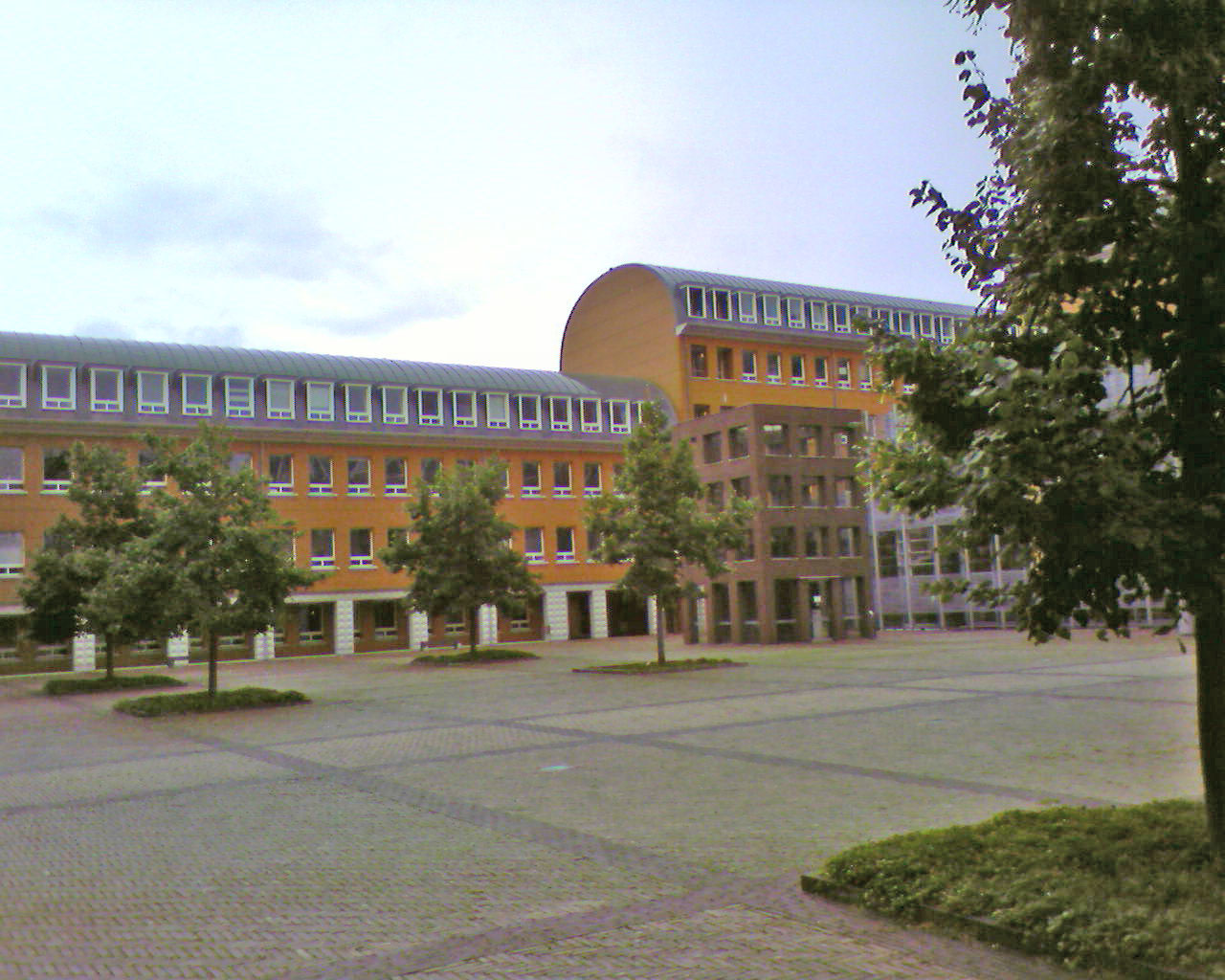
Bolduque, Palacio de justicia
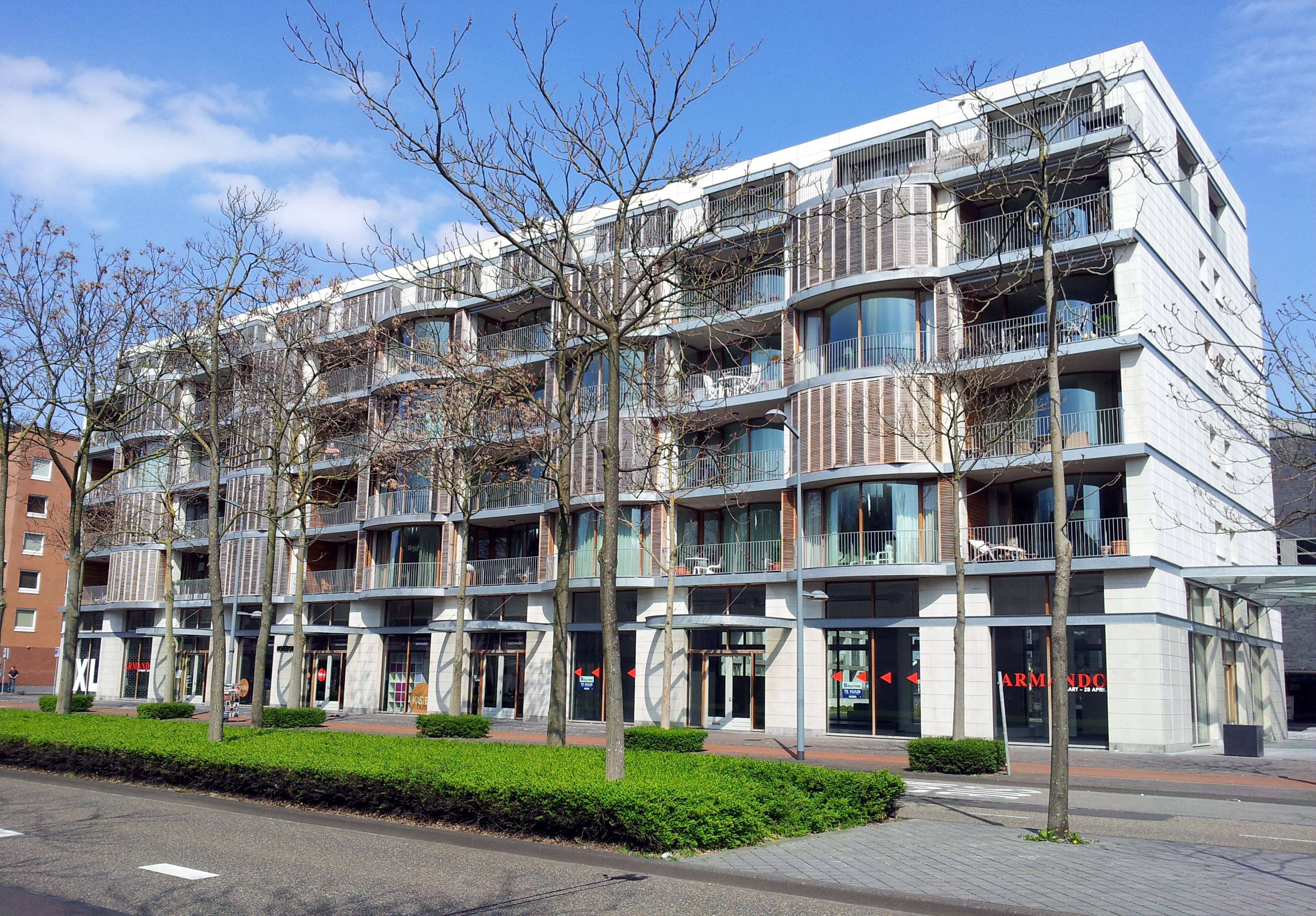
Maastricht, Maison Céramique